# Pachydactylus fasciatus
Espèce
Statut de conservation UICN

 LC  : Préoccupation mineure
Pachydactylus fasciatus est une espèce de geckos de la famille des Gekkonidae.

## Répartition
Cette espèce est endémique de Namibie.

## Publication originale
- Boulenger, 1888 : On new or little known South African reptiles. Annals and Magazine of Natural History, ser. 6, vol. 2, p. 136-141 (texte intégral).